# Кольвиль-сюр-Мер
Кольви́ль-сюр-Мер (фр. Colleville-sur-Mer) — коммуна во Франции, находится в регионе Нижняя Нормандия. Департамент коммуны — Кальвадос. Входит в состав кантона Тревьер. Округ коммуны — Байё.
Код INSEE коммуны — 14165.

## Население
Население коммуны на 2010 год составляло 177 человек.
| 1962 | 1968 | 1975 | 1982 | 1990 | 1999 | 2010 |
| ---- | ---- | ---- | ---- | ---- | ---- | ---- |
| 225  | 195  | 180  | 169  | 146  | 172  | 177  |

## Экономика
В 2010 году среди 130 человек трудоспособного возраста (15—64 лет) 83 были экономически активными, 47 — неактивными (показатель активности — 63,8 %, в 1999 году было 59,3 %). Из 83 активных жителей работали 79 человек (41 мужчина и 38 женщин), безработных было 4 (3 мужчин и 1 женщина). Среди 47 неактивных 13 человек были учениками или студентами, 22 — пенсионерами, 12 были неактивными по другим причинам.